# Vadim Yaroshchuk
Vadim Yaroshchuk (Unión Soviética, 2 de abril de 1966) es un nadador soviético retirado especializado en pruebas de cuatro estilos, donde consiguió ser medallista de bronce olímpico en 1988 en los 200 metros.

## Carrera deportiva
En los Juegos Olímpicos de Seúl 1988 ganó la medalla de bronce en los 200 metros estilos, con un tiempo de 2:02.40 segundos, tras el húngaro Tamás Darnyi que batió el récord del mundo con 2:00.17 segundos, y el alemán Patrick Kühl; asimismo ganó el bronce en los relevos de 4x100 metros estilos, con un tiempo de 3:39.96 segundos, tras Estados Unidos y Canadá (plata).